# Simona
|  | Denne artikel er oprettet af botten PalnaBot ud fra en ekstern database. Den kan derfor have sproglige fejl eller mangler. Denne skabelon kan fjernes efter kontrol af indholdet. |

Simona er en dokumentarfilm instrueret af Lars Johansson efter manuskript af Lars Johansson.

## Handling
Lars Johansson: I 1994 lavede jeg filmen »Travellers Tale«. Jeg rejste fra Østersøen til Sortehavet. Nogle år efter murens fald ville jeg se det centrale Østeuropa. Efter filmen var færdig, havde ét ansigt brændt sig fast: Simona Maicanescu, skuespiller ved Nationalscenen i Bukarest. Jeg måtte se hende igen. »Simona«, der er optaget over et års tid i Frankrig og Rumænien, er et portræt af hende set gennem min fascination."